# 64式7.62mm小銃に関連する作品の一覧

64式7.62mm小銃を使用する、航空自衛隊のイラク復興支援派遣輸送航空隊員

64式7.62mm小銃に関連する作品の一覧（ろくよんしき7.62ミリしょうじゅうにかんれんするさくひんのいちらん）は、日本の豊和工業が開発した自動小銃、64式7.62mm小銃に関連する作品の一覧である。
64式小銃は、戦後初の国産小銃ということで注目されていたことや、89式5.56mm小銃の配備開始後も長らく自衛隊の主力小銃として配備されていたことで、多くの自衛隊やそれに類似した組織が登場する作品に出演している。

## 映画・テレビドラマ
『キングコングの逆襲』
国連の潜水艦「エクスプロアー号」の乗員が、キングコングに対して使用する。
『劇場版 仮面ライダーアギト PROJECT G4』
超能力研究所や八王子駐屯地（架空）を警備する自衛隊員たちの装備として登場。襲撃してきたアントロードに対して使用されるが、全く効果はなかった。
『皇帝のいない八月』
映画・小説版にて、クーデター決起部隊の反乱自衛官たち、およびクライマックスで鎮圧に出動したハイジャック対処特殊部隊の隊員が使用。
作品の内容上、防衛庁（当時）の協力が一切得られなかったため、撮影用プロップガンの製作大手の戸井田工業が後述の『サンダ対ガイラ』撮影時に製作したものを元に、公表された資料に基づき細部を再設計したものを多数制作した。実物に比べてやや大きく作られていることと、二脚を折り畳んでもハンドガードに完全には収納されない点が実物との顕著な識別点である。電気発火式の連発銃だが、不発や作動不良が多く、俳優とスタッフを悩ませた、というエピソードが残されている（クライマックスの銃撃戦でも不発を起こしているカットが確認できる）。
このプロップガンは多数が作られたこともあり、この後も多くの作品で用いられた。1990年代にトップ製の電動ガンが発売されるまでは、映像作品に登場する64式小銃はほとんどがこのプロップガンである。
また、1978年に刊行された講談社版の小説の表紙には、64式小銃の機関部のアップが描かれている。
『ゴジラシリーズ』
昭和期からほぼ全ての作品で自衛隊の小銃として登場する。自衛隊が撮影協力したシーンでは自衛隊の装備する実物が、それ以外の俳優やエキストラが使用するものは後述の『サンダ対ガイラ』制作時に制作されたプロップガンが使われている。
『怪獣総進撃』
全体を銀色に塗装された本銃のプロップガンが、防衛軍の装備として登場。
『ゴジラ』
晴海埠頭に集結した陸上自衛隊の隊員が携行する。
『ゴジラvsキングギドラ』
墜落したヘリを捜索中の自衛隊員や、MOTHERを包囲した部隊の隊員たちが携行する。
『ゴジラ×メガギラス G消滅作戦』
陸上自衛隊が、渋谷に出現したメガヌロンとメガニューラに対して使用する。
『戦国自衛隊』
戦国時代にタイムスリップした自衛隊の装備の1つとして登場。主に千葉真一演じる伊庭三等陸尉が使用する。上述の『皇帝のいない八月』制作時に製造されたプロップガンが使われている。
『宣戦布告』
映画・小説版にて、国内に侵入した他国(映画では北東人民共和国)の工作員の対処に出動した第14普通科連隊が使用する。これに対して空挺レンジャー隊は89式5.56mm小銃を使用しており、部隊間で差別化が図られている。なお映画版では本銃による射撃により被弾した者は誤射された記者を含め皆無である。また弾倉が脱落した後に発砲するシーンが存在するが、これは薬室内に装填されていた1発だけが発射されたと解釈することもできる。撮影にはビッグショットがプロップガンに改良したTOP製の電動ガンが用いられた。
『大都会 PARTIII』
第8話「野獣の叛乱」に登場。
『高い城の男』
日独冷戦下における日本側陣営の主力装備として登場。ただし、作中年代は1962年であるため、実史よりも少し早い登場となる。また、旧式の有坂銃を未だ装備している兵士も見受けられる事から、配備もあまり進んでないようである。ちなみに、対立勢力となるドイツ側陣営については実史における64式小銃とはほぼ同世代に当たるG3が主力となっている。
原作の小説版には登場しない。
『復活の日』
映画版に登場。MM-88菌による「イタリア風邪」の蔓延で日本全国に戒厳令が布告されたことを受け、第32普通科連隊などの自衛隊員らが本銃に銃剣を装着して国会議事堂前に展開する。
原作小説では64式が採用前だったこともあり登場せず、代わりに東京駅に展開した自衛隊員が「カービン銃」を使用する。また2009年に新井リュウジが児童向けにリメイクした『復活の日 人類滅亡の危機との闘い』では、国会議事堂を警備する自衛官らが自動小銃を使用するが、詳細な種類は不明。
『フランケンシュタインの怪獣 サンダ対ガイラ』
制式化されてから2年後の作品で、日本映画初登場。陸上自衛隊がガイラに対して使用。海外版ではアメリカ軍役の兵士も所持している。
当時、この銃はエアガンやモデルガンなど商品化されたものが無く、公表されている資料も少ない中で戸井田工業がプロップガンを製作した。そのため、セレクターの位置など、細部は実物とは異なっている。
『平成ガメラ3部作』
主にプロップガンが使われている。
『ガメラ3 邪神覚醒』
陸上自衛隊の先遣小隊がイリスに対して使用する。映像はプロップガンと、陸上自衛隊の協力により演習地内で実銃を空包射撃したものを撮影して製作されたシーンがある。
『ぼくらの勇気 未満都市』
隔離された臨界幕原を警備する陸上自衛隊員が使用する。
『守ってあげたい!』
女性自衛官教育隊を描いた物語で、主人公が訓練で使用する。
撮影には、防衛庁や女性自衛官教育隊など陸上自衛隊が協力している。　
『惑星大戦争』
国防軍兵士の携帯火器として登場するほか、轟天基地警備兵に偽装したヨミ惑星人が使用。

## アニメ・漫画
『BR2/ブリッツ・ロワイアル』
共和国海軍の兵士と鹿之岩中学校の学生が使用。
『亜人』
入間基地の基地警備隊員が基地を襲撃してきた佐藤らに対し使用するが、亜人である佐藤は無力化できず、基地は制圧されてしまう。また佐藤の共犯者が殉職した隊員から鹵獲し使用する。ダットサイトのほか、薬莢受けを装着した状態で交戦している隊員もいる。
『代紋TAKE2』
治安出動した自衛隊員が所持・使用する。
『最終兵器彼女』
アツシら自衛隊への志願者が主に使用する。後継の89式5.56mm小銃は正規の隊員が使用しているが、アニメ版や実写映画版では89式のみの登場となった。
『ジパング』
第二次世界大戦時にタイムスリップした、架空のイージス護衛艦「みらい」に個人装備として搭載されており、弔砲として使われる。
『終末トレインどこへいく?』
第4話と第5話に登場。稲荷山公園駅付近の航空自衛隊基地の隊員が装備しており、街にやってきた静留と玲実への攻撃に使用する。しかし、稲荷山周辺は異変によって街、基地、人々がすべて異常に小さくなっており、街の外から来た静留と玲実には銃弾が小さすぎて全く効かなかった。一部の隊員は、C-1輸送機から空挺降下しつつ発砲する。
『戦海の剣シリーズ』
海上自衛隊・叛乱軍双方の主力小銃として登場。
『戦国の長縞GB軍』
精神と体力を鍛えるために自衛隊の協力で軍事訓練を行っていた長縞GB軍が自衛隊から借りていたが、突如発生した地震で彼らと一緒に戦国時代に飛ばされてしまい、そこで史実の「桶狭間の戦い」に遭遇した彼らが織田信長に加勢するために使用する。
『戦略列島』
謎の軍団と戦う島田組の桐原鉄が自衛隊から貸与された64式小銃で軍団と戦う。
『蒼茫の大地、滅ぶ』
自衛隊に加え、日本からの独立を宣言した奥州国の東北地方守備隊へ加わった東北出身自衛隊離反者が使用。64式7.62mm狙撃銃も登場。
『ソードアート・オンライン アリシゼーション』
第1話オリジナルエピソードにて侍趣味のクラインが使用。曰く「全自動種子島」。
『這いよれ! ニャル子さんW』
『図書館戦争』のパロディシーンにて登場。
『パニックワールド』
秘密情報部員が装備。パニックシンジケートのミレイがこれを奪い、フルオート射撃で部員を一掃するが、反撃で討ち取られる。
『謀殺のチェス・ゲーム』
作品内では擲弾発射器を装着したものも登場する。
『滅びの宴』

## 小説
『アヴァロン 灰色の貴婦人』
ムライ率いる犬頭族の群狼戦術に使用。
『俺の血は俺が拭く』
主人公が潜入した組織が、自衛隊より強奪した64式小銃を使用。
『ゲート 自衛隊 彼の地にて、斯く戦えり』
小説・漫画・アニメ版にて、異世界「特地」に派遣された自衛隊の装備の1つとして登場。主に陸上自衛隊の普通科部隊が使用する。89式5.56mm小銃の5.56mm弾では異世界の生物に対抗できなかったこと、および万が一の時に廃棄しても惜しくないことから64式が持ち込まれた。隊員の自腹でダットサイトやフォアグリップ、レーザー照準具が着けられている物もある。
『ゴルゴタ』（深見真）
元特殊作戦群隊員の古馬が駐屯地から持ち出し、銃身をステンレススチール416Rの長さ26インチモデルに交換、サイレンサーとスコープを装着し、アメリカ製の競技用弾薬（プレミアム・マッチ）を装填するなどのカスタムを施した上で狙撃に使用する。
『塩の街』
府中刑務所を警備していた自衛官が所持していたが、脱走した囚人のトモヤが自衛官から強奪。その後、偶然遭遇した主人公らの乗る車を足止めするために発砲する。漫画版にも登場する。
『征途』
ヴェトナム戦争に派遣された自衛隊の装備として、緒戦での戦訓から30連弾倉の装備をはじめとする改造を施した架空の改造型「六四式カービン」が登場。海上自衛隊河川舟艇隊の藤堂進二等海尉が派遣先のヴェトナムにて使用する。
『ゼロの迎撃』
SATの狙撃隊員が64式7.62mm狙撃銃を使用し、北朝鮮工作員の重機関銃手を狙撃する。
『戦国自衛隊』
漫画・小説版にて、戦国時代にタイムスリップした自衛隊の装備の1つとして登場。自衛官たちに加え、彼らから使い方を習った戦国武者たちも使用する。
『続・戦国自衛隊』
小説版に登場。
『タイムスリップ大戦争』（豊田有恒）
タイムスリップした国防軍の兵士らが所持している。
『地球0年』
核戦争後のアメリカ合衆国へ派遣された自衛隊が使用する。
『図書館戦争』
小説・アニメ・実写映画版にて、図書隊でのハイポートなどの訓練に使われており、アニメ版ではそれに加えて、オープニングの解説時に映り込む納品書に記載されている。
『日本国召喚』
外伝2巻に登場。岡三等陸曹から本銃を貸与されたエスペラント王国の銃士ザビルが使用し、500mもの遠距離から魔獣ゴウルアスを狙撃してこれを仕留めることに成功する。
『パラレルワールド大戦争』（豊田有恒）
松代大本営跡に生じたタイムトンネルを介して1945年の日本に介入した自衛隊の装備として登場。後に皇軍にも貸与され、自衛官から扱い方を学んだ皇軍兵士らが装備する。
『歩兵の本領』
作中にて度々登場し、自衛隊員らがハイポートや射撃などの訓練に際して使用する。また分解や武器庫への返納などの様子も描かれている。
『滅びの笛』
小説・漫画版にて、大量発生した鼠の退治や治安維持に出動した陸上自衛隊が使用するほか、片倉警視が自衛隊から借りて暴徒に対し使用する。
『ルーントルーパーズ 自衛隊漂流戦記』
異世界に飛ばされた自衛隊の装備の1つとして登場。護衛艦に個人装備として搭載されていたものであるため、主に海上自衛官たちが陸戦などに参加する際に使用する。

## ゲーム
『パラサイト・イヴ』
「64シキ」の名称で登場。
『SIREN2』
64式小銃および64式7.62mm狙撃銃が登場する。自衛官である三沢岳明が所持している。64式銃剣も登場するが、着脱はできない。
『怪盗ロワイヤル-zero-』
「チェーンガン」の名称で登場。
『メビウスオンライン』
ゲーム内兵科「突撃兵」で使用可能。
『Alliance of Valiant Arms』
2011年にサービス開始3周年を記念した武器「Type64」として実装された。
『Wargame Red Dragon』
自衛隊デッキに「Howa 64 Shiki」の名称で登場する。
『ソードアート・オンライン フェイタル・バレット』
「御堂式自動小銃」の名称で登場。照準器など外見が若干アレンジされた架空銃である。クラインが使用。着剣状態で固定されているが、銃剣としての使用は不可能。
『ドールズフロントライン』
萌え擬人化されたものが星5戦術人形「64式自」として日本版に先行実装。後に日本版より先行している中国版、韓国版の「少女前線」にも実装された。